# Zaanklasse

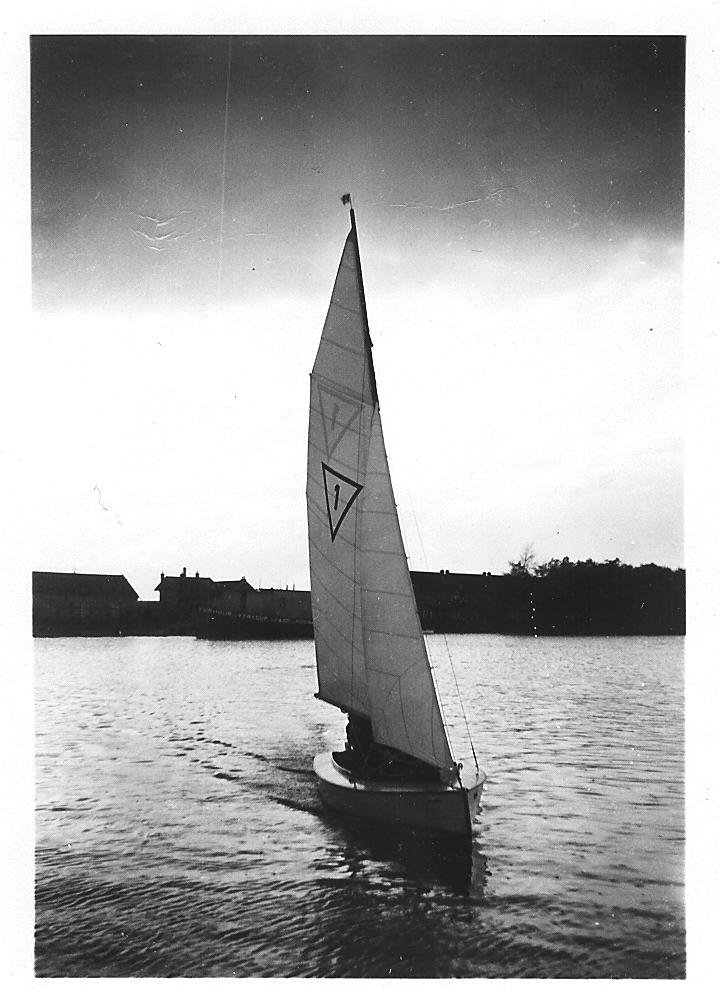
1 zaanklasse

De Zaanklasse is een klasse zeilboten.
In 1934/35 werd door Lubbartus Lemstra, geboren 30 juni 1891 te Lemmer, een nieuwe zeilboot ontwikkeld. Het was snel en maakte geen buiswater en was voorzien van een torentuig (met fok voor de Zaanklasse en vergrote Zaanklasse). Uitgangspunt was een vroegere Olympiajol.
De boot was in 3 maten verkrijgbaar/te bouwen, als
- Zaanjol 4 × 1,50 m, zeilmerk: driehoek met punt omlaag, nummer eronder
- Zaanklasse 5,25 × 1,60 m, zeilmerk: driehoek met nummer erin
- vergrote Zaanklasse 6,20 × 2 m, zeilmerk: nummer onderstreept en dakje erboven

De boot was opgebouwd uit latten in de zgn. gangenbouw met latjes van 14 × 16 mm. Het optrekbare zwaard zorgde ervoor dat je ook in de ondiepe slootjes rondom Zaandam kon varen.
Uiteindelijk zijn er 31 genummerde boten verschenen, waarvan de laatste in 1947 en van de vergrote Zaanklasse 3 met kajuit voor de eigen familie. Zo was de Zaanklasse een echte lokale verschijning bij de wedstrijden, die in hun eigen klasse aan de start verschenen.

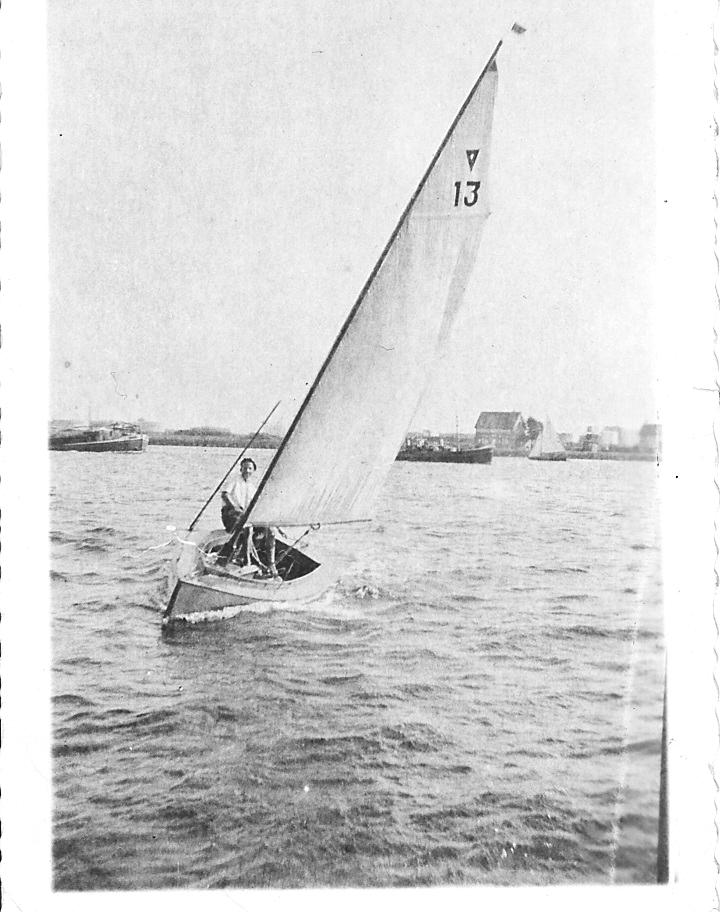
Zaanjol
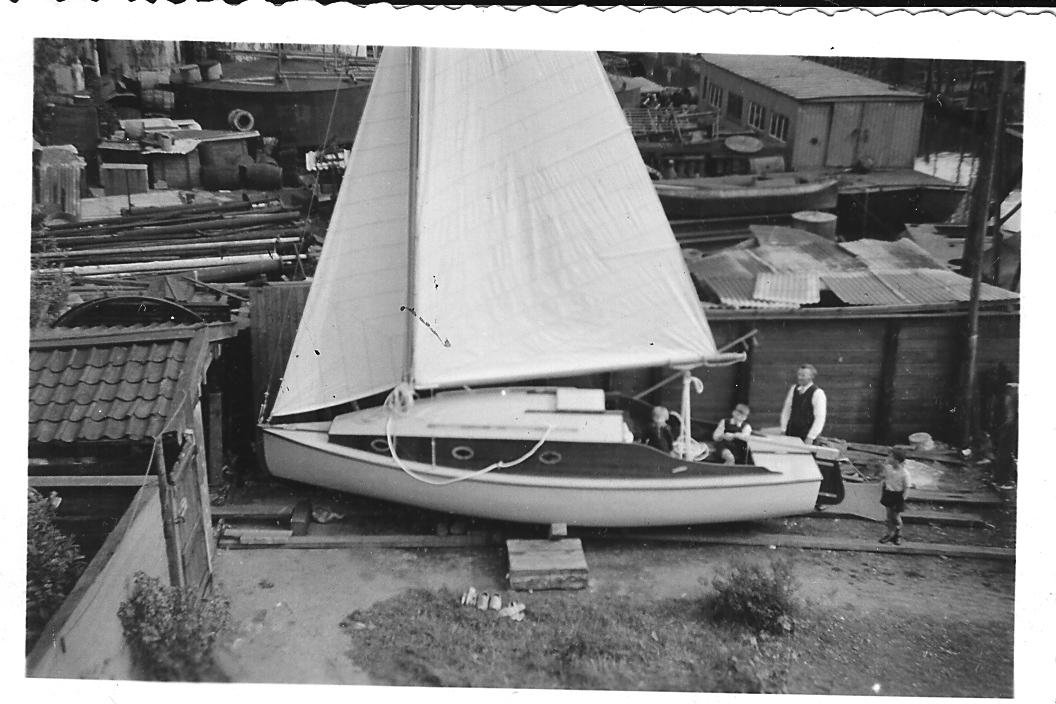
eerste vergrote Zaanklasse met kajuit

## Verwijzingen
- Wie weet nog een Zaanklasse te liggen?, Noordhollands Dagblad, 19 september 2014